# Pocco Meimei
Der Pocco Meimei ist ein batterieelektrisches Pkw-Modell der 2020er Jahre. Er wurde in China hergestellt und unter der Marke Pocco vertrieben.

## Beschreibung
Der Meimei war das erste Fahrzeug der Marke. Er ist 3025 mm lang, 1500 mm breit und 1515 mm hoch und gilt damit als Leichtfahrzeug. Der Radstand beträgt 1950 mm und die Spurweite 1300 mm. Das Fahrzeug wiegt 790 kg. Die geschlossene Karosserie mit zwei Seitentüren plus großer Heckklappe bietet Platz für zwei Personen.
Ein Elektromotor ist vorn im Fahrzeug eingebaut und treibt die Vorderräder an. Zur Wahl standen zwei Ausführungen mit 20 kW bzw. 29 kW Leistung. Damit sind 100 km/h Höchstgeschwindigkeit möglich. Das Fahrwerk hat vorn und hinten MacPherson-Federbeine. Die Batterie arbeitet auf Lithium-Eisenphosphat-Basis. Alle Leuchten haben LED-Technik. In der Mitte des Armaturenbretts befindet sich ein Touchscreen. Zur Ausstattung gehören unter anderem eine Klimaanlage und eine Rückfahrkamera.
Die Markteinführung war im Juni 2021. In dem Jahr wurden 18.074 Fahrzeuge verkauft. Bis zur Produktionseinstellung im Juni 2022 folgten weitere 4915 Fahrzeuge. Zusammen sind das 22.989 Fahrzeuge.
Der Duoduo, der im August 2021 erschien, war eine größere Ergänzung im Sortiment von Pocco.